# Iamblikhiosz (író)
Iamblikhiosz, Iamblichus (Szíria, 2. század) ókori görög író.
Tizenhat könyvből álló, Babülóniaka (’Babiloni történet’) című regényének csak töredékei maradtak fenn, valamint Phótiosz kivonatából ismerjük. A szerelmi regény főhőseinek, Szinónisznak és Rhodanésznek sok szenvedést és próbát kell kiállniuk, amíg egymáséi lehetnek. A mű a bizánci korban is népszerű olvasmány volt, sőt hatással volt a 17. századi európai regényirodalomra is.

## További irodalom
- Pecz: Ókori lexikon